# María Cleofas
María Cleofas (spanisch Isla María Cleofas) ist die drittgrößte Insel der mexikanischen Islas Marías im östlichen Pazifischen Ozean. Administrativ gehört sie zum Municipio San Blas im Bundesstaat Nayarit. Benannt ist die Insel nach Maria Kleophae, einer Jüngerin Jesu.

## Geographie
Etwa 70 km vor der Westküste Mexikos und 12 km südöstlich der Isla María Magdalena gelegen, ist María Cleofas  die südlichste Insel des Archipels, lediglich der Roca Blanca und ein unbenannter Felsen liegen südlicher. Sie ist 6,4 km lang, bis zu 5,9 km breit und weist eine Fläche von 19,82 km² auf. Die unbewohnte Insel erreicht eine Höhe von 402 m.

## Tierwelt (Fauna)
Die für die Islas Marías endemische Tres-Marías-Hirschmaus (Peromyscus madrensis) kommt, im Gegensatz zu den anderen Inseln, häufig vor, da María Cleofas frei von Hausratten ist.